# Sizilianische Winde
Die Sizilianische Winde (Convolvulus siculus) ist eine Pflanzenart aus der Familie der Windengewächse (Convolvulaceae).

## Beschreibung
Die Sizilianische Winde ist eine zierliche, einjährige Pflanze, die Wuchshöhen von 10 bis 40 Zentimeter erreicht. Die Blätter sind gestielt, spitz eiförmig und am Grund herzförmig oder abgerundet. Die Blüten sind einzeln auf dünnen Stielen angeordnet und kürzer als die jeweils dazugehörigen Blätter. Die Krone ist blau, die Kronröhre gelb gefärbt. Die Krone ist 7 bis 12 Millimeter lang und deutlich fünflappig.
Die Blütezeit reicht von März bis Mai.
Die Chromosomenzahl beträgt 2n = 22 oder 44.

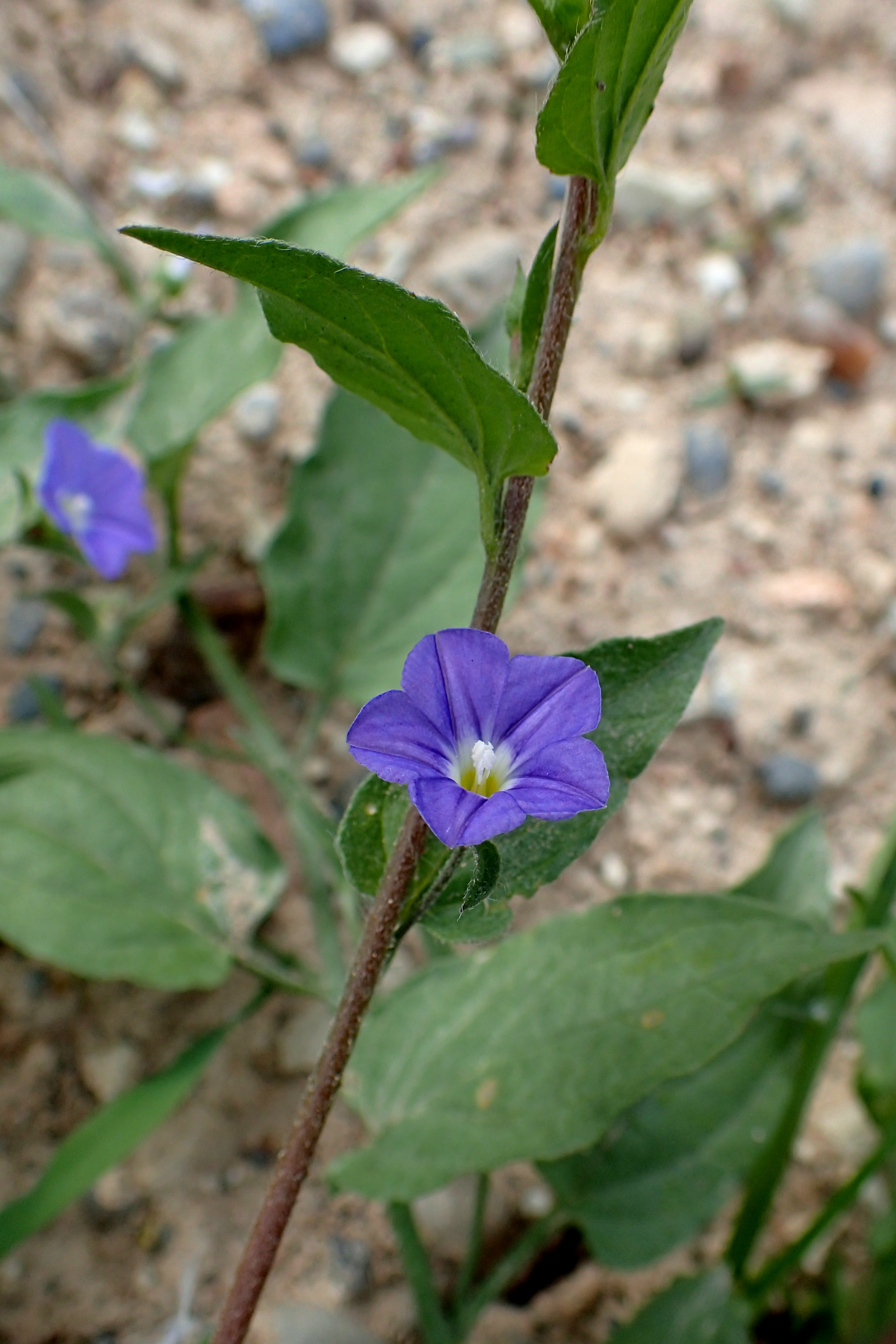
Sizilianische Winde (Convolvulus siculus)

## Vorkommen
Die Sizilianische Winde kommt im Mittelmeerraum auf offenen steinigen Stellen und Brachland vor.

## Systematik
Man kann folgende Unterarten unterscheiden:
- Convolvulus siculus subsp. elongatus Batt. (Syn.: Convolvulus siculus subsp. agrestis (Schweinf.) Verdc.): Sie kommt in nordöstlichen und im östlichen tropischen Afrika, auf der Arabischen Halbinsel, im zentralen Indien, im Mittelmeergebiet und auf den Kanaren vor.[2]
- Convolvulus siculus subsp. siculus: Sie kommt in Makaronesien, im Mittelmeerraum bis zum Iran und auf der nördlichen Arabischen Halbinsel vor.[2]